# Johannes Willinges
Johannes (auch Johann) Willinges (* um 1560 in Oldenburg; † 14. August 1625 in Lübeck) war ein seit 1590 in Lübeck tätiger Maler und der führende Vertreter des norddeutschen Manierismus.

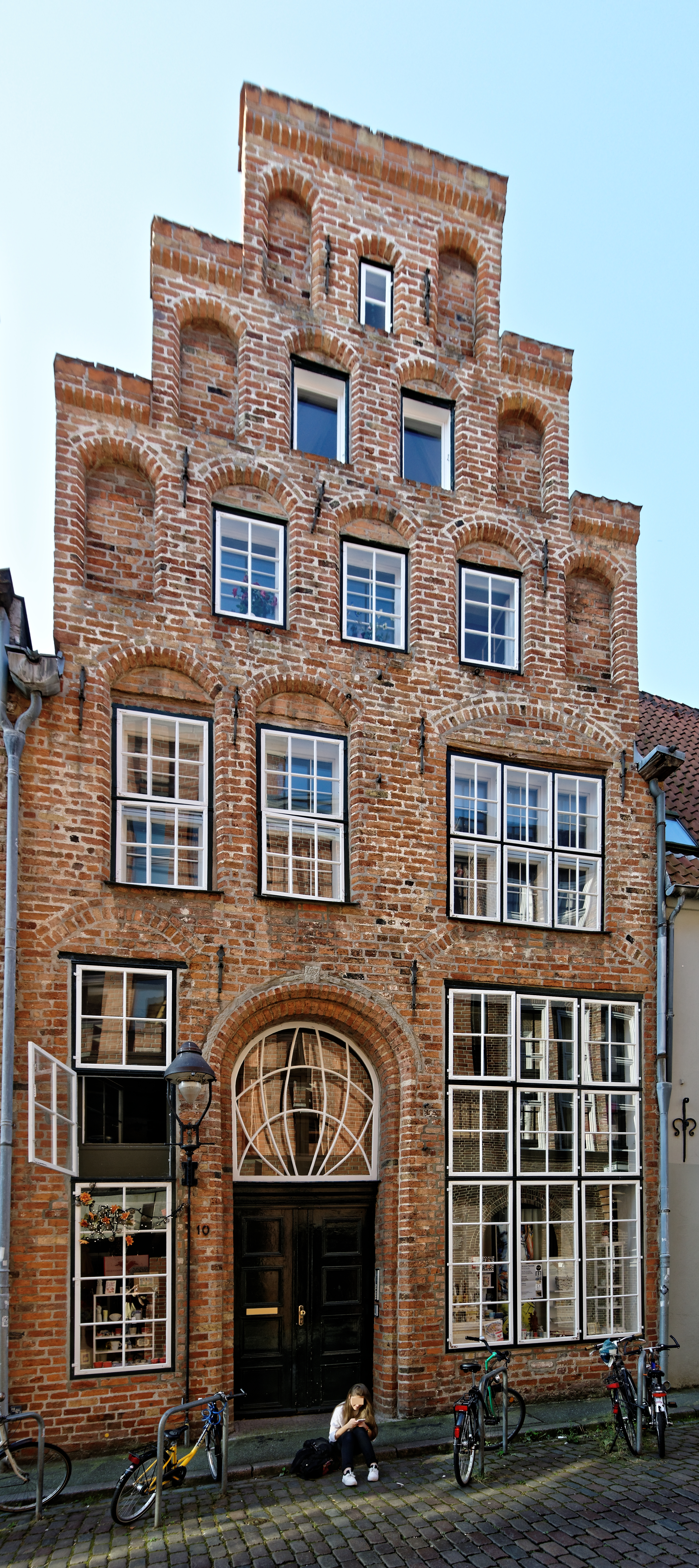
Hundestr. 10, Wohnhaus und Werkstatt von Johannes Willinges (2016)

## Leben
Willinges stammte aus Oldenburg und war der zweite Sohn des Schneidermeisters Johann Willinges, der 1565 in Oldenburg das Amt eines Werkmeisters ausübte. Seine genauen Geburtsdaten sowie Details zu seiner Ausbildung sind nicht erhalten.
Es wird angenommen, dass er seine Ausbildung in Venedig erhielt. Starke Einflüsse von Tintoretto, Jan Sadeler I., Crispijn de Passe I. und Adrian Collaert spiegeln sich in seinem Werk. Sein erstes erhaltenes Werk Die Verklärung Christi schenkte er 1586 der Lambertikirche (Oldenburg).
Ab 1587 ist Willinges in Lübeck nachgewiesen, wo er seine Gesellenzeit verbrachte. Am 9. Oktober 1589 heiratete er in Lübeck Gesina von Zwolle, die Witwe eines Amtsmeisters, und legte 1590 seine Meisterprüfung ab. 1594 und 1605 war er Ältermann des Amtes der Maler. Er bewohnte das Haus Hundestraße 10.
Der Großteil seines Werkes in Lübeck ist durch den Luftangriff auf Lübeck am 29. März 1942 weitgehend verloren, soweit es sich in der Marienkirche (Bemalungen am Lettner, mehrere Epitaphien) und der Petrikirche (Epitaphien) befand. Erhalten blieb in der Marienkirche sein Gemälde für das Epitaph des Ratsherrn Hinrich Wedenhoff (1592) mit einer Darstellung der Vision der Auferweckung nach Ezechiel 37, das heute im südöstlichen Chorumgang hängt. Sehenswert sind seine Gemälde im Haus der Lübecker Kaufmannschaft.
Weiterhin schuf Willinges eine Reihe von Zeichnungen mythologischer Szenen zum Teil als Vorstudien – ein Hinweis, dass sein Werk eine viel größere Spannbreite gehabt haben muss.

## Werke (Auswahl)

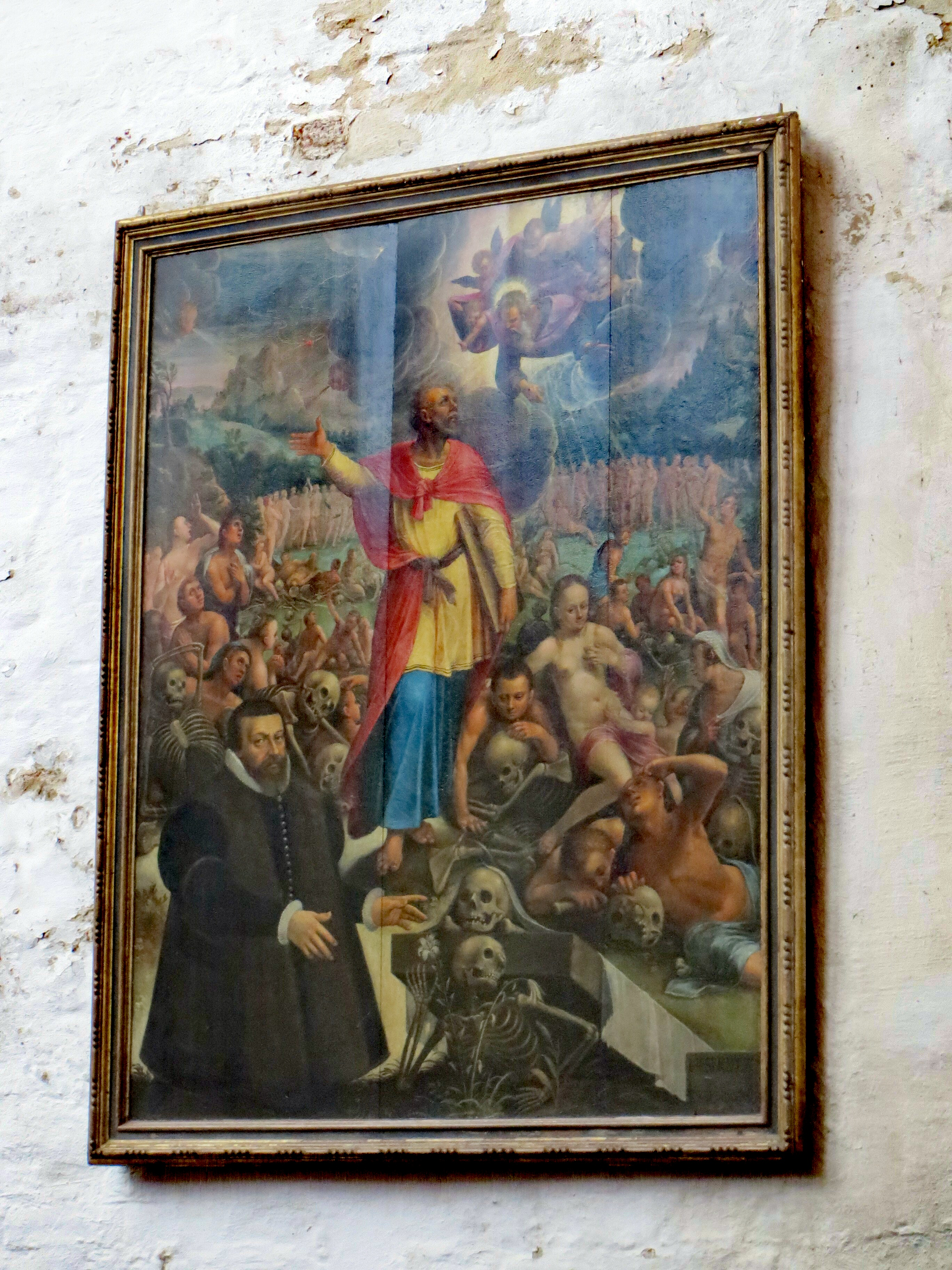
Epitaph Wedenhoff

- Votivtafel Die Verklärung Christi, 1586, St.-Lamberti-Kirche Oldenburg, laut rückseitiger Widmungsinschrift von Willinges der Kirche gestiftet.[2]
- mehrere Gemälde in der Diele des Hauses der Lübecker Kaufmannschaft, 1596, als Illustration des Sallust-Wortes Kleines wächst durch Eintracht, Großes zerfällt durch Zwietracht.[3]
- Gemälde für das Epitaph des Lübecker Ratsherrn Hinrich Wedenhoff, 1592, Marienkirche Lübeck
- 1614 gemeinsam mit dem Bildschnitzer Jochim (II) Wernecke: Epitaph Dietrich Möller, Nicolaikirche Reval